# جولي سكينر
جولي سكينر هي لاعبة كرلنغ كندية، ولدت في 23 أبريل 1968 في كالغاري في كندا.

## وصلات خارجية
- جولي سكينر على موقع الاتحاد الدولي للكرلنغ (الإنجليزية)
- جولي سكينر على موقع اللجنة الأولمبية الدولية (الإنجليزية)
- جولي سكينر على موقع أوليمبيديا (الإنجليزية)
- جولي سكينر على موقع اللجنة الأولمبية الكندية (الإنجليزية)